# Route 328 (Nouvelle-Écosse)
Pour les articles homonymes, voir Route 328.
La route 328 est une route secondaire de la Nouvelle-Écosse d'orientation nord-sud située dans le sud de la province, à l'est de Dartmouth. Elle est une route faiblement empruntée, reliant les routes 107 et 207. De plus, elle mesure 3 kilomètres, et est donc la plus petite route secondaire de la Nouvelle-Écosse. Elle est aussi une route asphaltée sur l'entièreté de son tracé.

## Tracé
La route 328 débute sur la route 207 juste à l'ouest de Upper Lawrencetown. Elle se dirige vers le nord pendant 3 kilomètres, nommée la rue Ross, puis elle se termine à la sortie (intersection) 16 de la route 107, à Lake Major, alors qu'elle est en multiplex avec la route 7.

## Communautés traversées
1. Upper Lawrencetown (0)
2. Lake Major (3)

(): km